# Gare d'Owari-Ichinomiya
La gare d'Owari-Ichinomiya (尾張一宮駅, Owari-Ichinomiya-eki) est une gare ferroviaire de la ville d'Ichinomiya, dans la préfecture d'Aichi au Japon. Elle est exploitée par la compagnie JR Central.

## Situation ferroviaire
La gare est située au point kilométrique (PK) 383,1 de la ligne principale Tōkaidō.

## Historique
La gare est inaugurée le 1er mai 1886 sous le nom de gare d'Ichinomiya (一宮駅). Elle prend son nom actuel en 1916.

## Service des voyageurs

### Accueil
La gare dispose d'un bâtiment voyageurs, avec guichets, ouvert tous les jours.

### Desserte
- Ligne principale Tōkaidō :
  - voies 1 et 2 : direction Nagoya
  - voies 3 et 4 : direction Gifu et Ōgaki

### Intermodalité
La gare de Meitetsu Ichinomiya de la Meitetsu est accolée à la gare.